# 跳嬰兒節

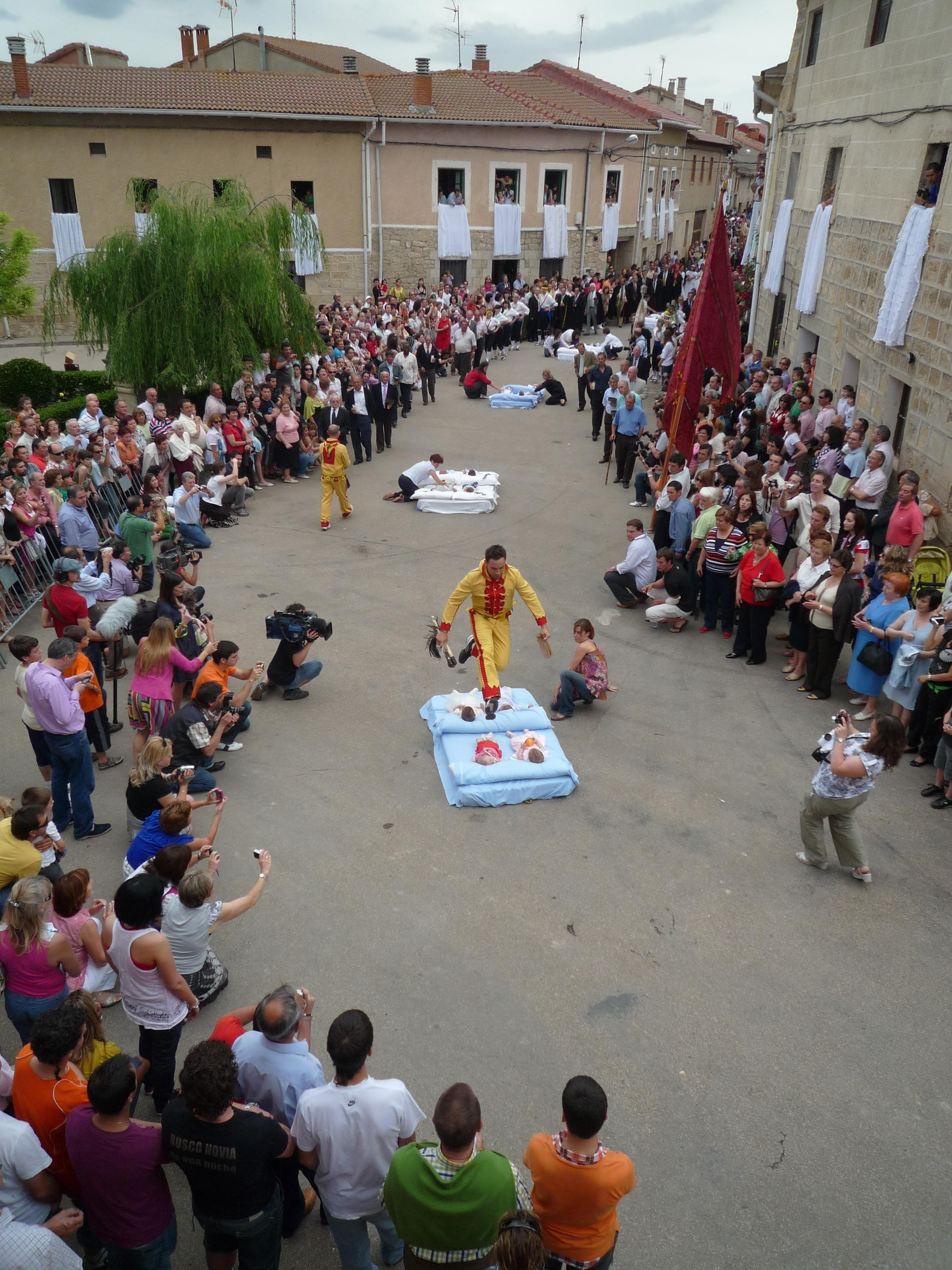
跳嬰兒節

跳嬰兒節（西班牙語：El Colacho），原意為魔鬼的跳躍（西班牙語：El Salto del Colacho），是西班牙傳統的節日，最早可追溯至1620年，這個節慶的目的是用來慶祝舉行在布哥斯省布哥斯卡斯特里略-穆爾西亞的基督聖體聖血節。
密涅瓦的聖體兄弟會（Castrillo de Murcia）在舉行為期一週慶祝活動上星期日的高潮，讓一個男人裝扮成魔鬼（Colacho）跳躍過放置在城鎮遊行路線床墊上的嬰兒，而嬰兒是有限制的，必須是12個月以下的嬰兒。
跳嬰兒節的起源是未知的，但據說是為了洗清嬰兒的原罪，確保他們平安生活、防範疾病及惡魔的活動。
跳嬰兒節先後被評為世界上最危險的之一。近年來，榮休教皇本篤十六世已要求西班牙神父淡化跳嬰兒節與天主教會傳統的連接，並表示淨化原罪是用水，而不是一個魔鬼跳過嬰兒。